# Гръцко-турска война (1919 – 1922)
Вижте пояснителната страница за други значения на Гръцко-турска война.
Гръцко-турската война е война, към която в Турция се отнасят като към част от Турската война за независимост. Тя се води след Първата световна война, през 1919 – 1922 г., между Гърция и Турция. Въпреки първоначалните победи на гръцките войски в Анадола, войната приключва с разгром за Гърция и размяна на население между Турция и Гърция.

## Предистория
На 30 септември 1918 г. е подписано Мудроското примирие на борда на британски кораб. На 13 ноември 1918 г. войска на французи и англичани заема Истанбул. Генерал Луи Франше д'Еспере тържествено влиза в някогашната столица на Източната Римска империя.
На конференцията в Париж министър-председателят Елефтериос Венизелос се натъква на съпротива от страна на италианците, които таят амбиции към Измир.

## Ход на войната

### 1919
След завършване на Първата световна война Гърция, като съюзник на страните победителки, е получила обещание, че ще ѝ бъдат предадени определени части от Анадола. На 15 май 1919 година гръцките войски (20 000 гърци, 2500 арменски доброволци) извършват десант в района на Измир, под надзора на съюзниковия флот, и са посрещнати с голям ентусиазъм от християнското население, докато съизмеримото по численост мюсюлманско възприема десанта като военно нахлуване. Дадено е начало на тригодишната гръцка окупация на града. Турската армия отстъпва в безпорядък, съпротива оказват само незначителни нейни части. Сериозно съпротивление срещу гърците е организирано едва в края на юни, като негов идеен вдъхновител е бил Мустафа Кемал (Ататюрк), чиито действия се осъждат от правителството в Истанбул.
Към есента на 1919 година гръцките войски контролират пространството между река Мендерес (Меандър) на юг, Ахметли на изток и Кидониес (Айвалък или Ванчико) на север, а силите на Кемал към този момент не могат да окажат сериозна съпротива. При това гърците не навлизат във вътрешността на полуострова, преди всичко поради липсата на разрешение от съюзниците си. На юг от контролираната от тях територия се намира заетата от нейни войски окупационна зона на Италия – малоазийският бряг срещу остров Родос приблизително между градовете Бодрум и Анталия, включващ областта Ликия и град Кония.

### 1920
През април 1920 година Мустафа Кемал създава временно правителство в Анкара, враждебно на истанбулското правителство. Войските на Кемал скоро нанасят съществени поражения (май 1920 г.) на френската армия на Южния фронт в Киликия и Франция е принудена да подпише примирие година по-късно – през март 1921 г., а през октомври същата година и договор, който е в пряко противоречие със споразумението от Сен Жан дьо Мориен в Савоя (подписано през април и потвърдено през септември 1917 г.), което предвижда италианска, френска, гръцка и арменска окупационни зони. Гръцките историци и до днес порицават този съдбоносен ход, защото заради него оръжията от изтеглилата се френска армия попадат в ръцете на кемалистките бунтовници и са използвани срещу гръцката армия в Западен Анадол. Обезпокоени от укрепването на Мустафа Кемал, съюзниците дават разрешение на гърците за навлизане в Анадола. В хода на три атаки през лятото (юни – септември) са завладени ред градове на брега на Мраморно море (сред които и Бурса), с активната подкрепа както на британски войски, така и на сили на османското правителство срещу националистите. Така с разрешението на съюзниците Гърция преминава „Линията Милн“, която дотогава определяла границата и с Турция, съгласно конференцията в Париж (1919 г.). Силите на турските националисти са малобройни, поради заетостта им на Източния и Южния фронт, и те оказват малка съпротива преди да се оттеглят към Ескишехир по заповед на Мустафа Кемал.
През това време в самата Гърция се развихря ожесточена вътрешна борба между поддръжниците на правителството на Венизелос и роялистите, при което борбата е толкова остра, че операцията в Мала Азия временно преминава на втори план. На 10 август 1920 е подписан Севърският договор между страните от Антантата и султанска Турция. По този договор Гърция получава Източна Тракия (до разстояние 30 км от Истанбул), островите Имброс и Тенедос, а областта с Измир (Смирна) се предава под управление на Гърция с перспективата след пет години да стане гръцка територия. За гръцкия премиер и неговите съюзници Севърският договор е началото на възстановяването на Ромейската империя. Два дни след подписването на договора е извършено покушение срещу Венизелос, който оживява. Последва нов цикъл на вътрешнополитическата борба в Гърция, съпроводен и от политически убийства. През есента на 1920 година гръцките войски все още имат превес над кемалските войски. След смъртта на гръцкия крал Александрос I (25 октомври) и съкрушителното поражение на изборите на 14 ноември в Гърция на партията на Венизелос, на гръцкия трон в резултат на референдум се възкачва отново Константинос I (декември 1920), а Венизелос напуска страната на третия ден след изборите. Едновременно с това Гърция се лишава от поддръжката на съюзниците, които имат основание да считат, че крал Константинос I поддържа Германия, а към Антантата е бил дори враждебен. Годината завършва с поредните успехи на гърците и ново разтягане на техния фронт. Към декември 1920 г. техните войски настъпват в две посоки към Ескишехир – от северозапад и откъм Измир.
Същевременно на Източния фронт офанзивата срещу за кратко независимата Армения (1918 – 1920 г.), започната от турците през септември 1920 г., завършва с успех и е уредена с договор през декември същата година в Александропол (по-късно Ленинакан, днес Гюмри), според който турците възвръщат териториалните си загуби от руската офанзива по време на завършилата Първа световна война, както и загубите от Руско-турската война (1877-1878). Всъщност тези земи са върнати на Османската империя още по договора от Брест-Литовск през март 1918 г., но по това време въпросните територии са заети от войските на новосъздадената Арменска република. Макар и да не влизат официално в сила поради скорошната намеса на болшевиките в района, договореностите са препотвърдени със Съветите в договорите от Москва (март 1921 г.) и Карс (октомври 1921 г.). Заедно с френското примирие четири месеца по-късно уреждането на въпроса с Източния фронт освобождава значителен турски военен ресурс.

### 1921
В началото на 1921 година Гърция предприема серия маломащабни операции, които обаче срещат силната съпротива на турските националисти, които се окопават и биват снабдявани с въоръжение и екипировка за редовна армия. Гърците са спрени в началото на януари 1921 г., а претърпяват и първото си поражение в края на март 1921 г. от Исмет паша в „Битките при Иньоню“, недалеч от Ескишехир, откъдето той получава своето ново прозвище, а фронтът се установява на линията Ескишехир – Кютахия – Афионкарахисар. Макар тези турски успехи да биват постигнати в не особено значителни сражения, те им дават самочувствие и възможност да търсят международна подкрепа.
Следва относително затишие на фронта и активизация на политическите интриги. Великобритания негласно подкрепя гръцката офанзива, но отказва да предостави военна подкрепа, за да избегне провокация към французите. Франция признава правителството на Мустафа Кемал, което значително усилва неговите позиции. Италия прави същото, а двете държави предоставят въоръжението си на турците за борба срещу гърците, в действията на които те съзират британски интереси. Италианците от своята база в Анталия дори подпомагат турските революционери с разузнаване. Първите турски успехи на фронта карат Великите сили да свикат в края на февруари 1921 г. конференция в Лондон, на която се направи опит да бъде ревизиран Севърският договор. Преговорите, на които присъстват и двете турски правителства – османското и революционното, не достигат до споразумение с Гърция, която счита, че все още разполага със стратегическо военно преимущество. Правителството на Мустафа Кемал увеличава своята подкрепа, като е признато и от болшевиките през март 1921 г., които изпращат значителна помощ под формата на оръжие, муниции и злато. Тази помощ се увеличава през следващите години от войната.
През юли 1921 г. гръцката армия получава подкрепления и отново предприема настъпление срещу отбранителната линия на Иньоню, с цел да се вклини в защитата и да прекъсне комуникациите между северната и южната част на Анадола. В „Сраженията при Кютахия-Ескишехир“, или още „Битката при Дорилейон“ (10. – 24.07.1921 г.), гръцките сили осъществяват пробив, но турците на свой ред успяват да избегнат обкръжение и да се прегрупират отвъд река Сакария (Сангариос). Набелязаните градове са завладени, както и свързващата ги железопътна линия. Макар и тактически успех за гърците, победата не постига важна стратегическа цел, понеже турските сили биват съхранени и следва да бъдат срещнати отново в битка. Пропуска се възможността да бъде нанесено решително поражение на турските националисти. Впоследствие този факт се оказва от решаващо значение за цялата гръцка кампания в Анадола. Иньоню е свален от командването в началото на август, поради загубата в тази битка.
Военното и държавното управление на Гърция се срещат в Кютахия, където в продължение на почти месец обсъждат следващия си ход. Това дава достатъчно време на турците да организират на източния бряг на Сакария последната отбранителна линия върху серия от последователни възвишения, на около 100 км преди Анкара. Позициите и щабът им са в непосредствена близост до град Полатли (Гордион или Гордий), някогашната столица на Фригия, където през 333 г. пр.н.е. Александър Велики разсича митичния Гордиев възел. Въпреки помощта от болшевиките, екипировката не достига, и е изискана материална помощ от цивилното население, включваща и лично оръжие. Гръцките сили също изпитват недостиг, тъй като тяхното настъпление е разтеглило линиите за снабдяване и комуникация на повече от 400 км през полупустинни територии. Гръцкото военно командване изисква повече време за подготовка на настъпление, чуват се и единични мнения за отбранителна стратегия. Ентусиазмът у политиците надделява над по-предпазливата оценка на положението от страна на военното командване и въпреки противоположните мнения се взема решение за настъпление в преследване на окончателна победа над Турция. Самият крал Константинос I тогава не е в състояние да наложи мнението си в полза на някое от решенията. Река Сакария е премината в настъпление от страна на числено превъзхождащите противника седем гръцки дивизии. Турската защита се ръководи от пашите Мустафа Кемал и Февзи Чакмак. По време на „Битката за Сакария“ (или „Битката за Сангариос“) се водят 22-дневни неспирни и кръвопролитни боеве (23.08 – 13.09.1921 г.), в поредица от последователно превземане и отстъпване на укрепените позиции. Решителният момент е щурмът на град Хаймана, разположен едва на няколко десетки километра южно от Анкара, който турците в крайна сметка успяват да удържат. Това е крайната и най-източна точка, която гръцката кампания в Мала Азия успява да достигне. Гърмежът на оръдията отчетливо се чува в Анкара. Константинос I лично ръководи битката и едва не е пленен от турски конен патрул, част от опитите за прекъсване на противниковите комуникации в тил. Всички гръцки сили са ангажирани в битката, докато на страната на турците непрекъснато постъпват свежи попълнения от вътрешността, в резултат на призива на националистите за мобилизация. До гръцките сили не достигат храна и муниции. Тези обстоятелства са достатъчни да потушат първоначалния импулс и гръцкото настъпление е спряно. Лека контраатака, ръководена от самия Мустафа Кемал, е отразена, но убеждава гърците в тяхната несигурна позиция и поради опасения от следваща по-голяма контраатака, Константинос I прекратява атаката. Гръцките сили са отблъснати на западния бряг на река Сакария, а няколко седмици по-късно отстъпват организирано под командването на генерал Анастасиос Папулас към укрепената линия Ескишехир – Афионкарахисар, заемана от тях още през юни.

### 1922
В началото на 1922 г. Франция и Италия заявяват, че изпълнението на Севърския договор е вече неприложимо. Двете страни изтеглят своите сили в съответствие с подписаните договорености с Турция от предната година, оставяйки гръцките войски уязвими. През март 1922 година Франция, Великобритания и Италия предлагат план за постепенно изтегляне на гръцките войски от Анадола. Кемал отхвърля тези предложения, докато гръцките войски все още присъстват в Мала Азия, неговият специален пратеник във Великобритания напразно чака да бъде приет, за да се предотвратят бъдещите кръвопролитни боеве. През май ген. Папулас заедно с целия си щаб подава оставка и е заменен от ген. Георгиос Хадзианестис. В Гърция по това време, през май 1922 г., идва на власт коалиционно правителство, което недооценявайки ситуацията се опитва да организира операция по завладяване на Константинопол, за да се окаже натиск върху Кемал. Друга причина за това решение е опитът да се окаже натиск върху Британия, която отказва да предостави на гърците така нужната военна помощ, както и финансов заем. Силите на съюзниците (Великобритания и Франция) в Проливите са незначителни, в сравнение с двете гръцки дивизии в Източна Тракия. Начинанието обаче има обратен ефект – изтеглянето на войски отслабва отбранителните позиции около Измир. Турците получават солидна военна и финансова помощ от страна на болшевиките в края на април и началото на май 1922 г. за готвената офанзива срещу гръцките сили.
Гърците успяват да заемат обширен плацдарм в Мала Азия. Двеста хиляди добре въоръжени гръцки войници създават силни укрепления край Афионкарахисар, за които западните военни експерти казват, че са непревземаеми, и се готвят за нов щурм на Анкара. Въпреки това моралът на гръцките воини е нисък, поради продължителното пребиваване в отбранителни позиции. На 26 август 1922 година в 06:00 часа турците започват генерално настъпление точно там, където гръцките войски са най-добре укрепени. За броени часове стратегическите места са превзети, отчаяната съпротива на гръцката армия всъщност подготвя нейното пълно унищожение. За два дни „непревземаемите“ позиции са унищожени, гръцката армия панически бяга към Ескишехир и Измир. На 30 август 1922 година в местността до едноименния град Думлупънар става последният решителен бой между двете армии, който завършва с пълния триумф на турската армия, начело с Мустафа Кемал, и впоследствие с пленяването на целия Генерален щаб на гръцката армия, начело с генералите Трикупис и Дигенис. Турските войски побеждават гръцките на всички фронтове. Гърците бягат панически, палейки, грабейки, разорявайки всичко, що видят по пътя на отстъплението към Измир. Френският историк Жорж Кастелан нарича отстъплението „ужасно“, тъй като гръцки части панически бягат от страх от възмездие, за това което са причинили през 3-годишната окупация на Анадола. Гръцките дивизии са разделени и разбити на части. За една седмица е унищожена 200-хилядната гръцка войска в Анадола, а успелите да се спасят гръцки войници се опитват да осигурят евакуация на Измир. Почти едновременно е дадена заповед за оставяне на целия малоазиатски плацдарм. На 9 септември 1922 година Измир е превзет от турците. С наближаването на турските части гледката в града става ужасяваща – хиляди войници и стотици хиляди гърци буквално се хвърлят в морето от Измирското пристанище, в опита си да се доберат до корабите на напускащия гръцки флот. На 11 септември 1922 година напълно е унищожена 11-а гръцка дивизия, която се опитва да се изтегли южно от Измир.

## Последици
Гръцките офицери, спасили се на остров Кио, в писмо до Константинос I настояват за неговата оставка, на което той се съгласява и е принуден за втори път да се отправи в изгнание.
Гръцката армия все още заема Източна Тракия (без Истанбул) от юли 1920 г., но през октомври 1922 г. е подписано Муданийското примирие (в Мудания на брега на Мраморно море, недалеч от Бурса), което определя гръцко-турската граница по река Мерич (Марица, Еврос). Започналото настъпление на кемалистите към проливите принуждава съюзниците да преговарят с тях и това довежда до Лозанския договор, който анулира голяма част от клаузите на подписания две години по-рано от официалното султанско правителство Севърски договор.
След Лозанския мирен договор между Турция и Гърция е подписан договор за размяна на населението, според който турците, живеещи в Гърция ще се преселят в Турция и обратното. Засегнати са близо два милиона преселници – 1,3 милиона малоазийски гърци и 500 хил. турци от Беломорието. Загубите на напълно разгромената гръцка армия надвишават 50 хил. убити и 50 хил. ранени и към 30 хиляди пленени. Поради тези причини гърците наричат събитията от есента на 1922 година Малоазийска катастрофа.